# Andeg
Andeg (russisch А́ндег) ist ein Dorf (derewnja) im Autonomen Kreis der Nenzen in Russland mit 175 Einwohnern (Stand 14. Oktober 2010).

## Geographie
Andeg liegt im stark verzweigten Mündungsdelta der Petschora, etwa 30 km nördlich von Narjan-Mar, der Hauptstadt des Autonomen Kreises der Nenzen. Der Ort befindet sich am linken Ufer des Petschora-Flussarmes Malaja Petschora. Andeg wird durch das von Südwesten nach Nordosten verlaufende Flüsschen Schorok (Шорок) in zwei Teile geteilt.
Administrativ gehört Andeg zum Sapoljarny rajon. Zudem ist es Verwaltungssitz und einziger ständig bewohnter Ort der Gemeinde Andegski selsowet.

## Geschichte
Der Ort wurde erstmals im Jahr 1679 unter dem Namen Angoch (Ангох) in einem Buch über die Pustosersker Ostroge und Ujesde erwähnt.
Über die Herkunft des späteren Namens Andeg gibt es zwei Theorien. Laut der ersten entstammt der Name dem nenzischen Wort Ngandy (Нганды), das übersetzt kleine Njelma (eine Weißlachs-Unterart) bedeutet. Die zweite Theorie besagt, dass der erste Siedler des Ortes, erstaunt über den Fischreichtum des Flüsschens Schorok, die Worte „Andeli ospodni“ („Андели осподни“; heutiges Russisch Ангелы Господни, deutsch Gottes Engel) ausrief, aus denen sich später das Wort Andeg bildete.
Andeg wurde 1929 administrativ Bestandteil des neu geschaffenen Nenezki nazionalny okrug (heutige Bezeichnung Autonomer Kreis der Nenzen). Im Jahr 1931 wurde im Ort ein Fischerei-Artel gegründet, das später in eine Kolchose umgewandelt wurde und seit eher den wichtigsten Arbeitgeber des Ortes darstellt.
Im Jahr 1996 wurde der Andegski selsowet als Gemeinde neu formiert. Seit dem Jahr 2006 ist Andeg als Zentrum des Andegski selsowet Teil des neu geschaffenen Sapoljarny rajon. Bis zum Jahr 2009 gehörte auch das mittlerweile verlassene Dorf Naryga (Нарыга), das sich 18 Kilometer südwestlich von Andeg befand, zur Gemeinde.

### Bevölkerungsentwicklung
| Jahr | Einwohner |
| ---- | --------- |
| 1918 | 107       |
| 1950 | 196       |
| 2002 | 215       |
| 2010 | 372       |

Anmerkung: 2002 und 2010 Volkszählungsdaten

## Infrastruktur
Der Ort verfügt über grundlegende Bildungseinrichtungen (Kindergarten, Mittelschule, Internat), ein Kulturhaus, ein Heimatmuseum, mehrere Läden und eine Bäckerei. Elektrischer Strom wird mit Hilfe von Dieselgeneratoren erzeugt.

## Wirtschaft und Verkehr
Wichtigster Arbeitgeber des Ortes ist die ehemalige Fischfang-Kolchose, die heute eine Landwirtschaftliche Produktionsgenossenschaft (Сельскохозяйственный производственный кооператив) ist.
In den Sommermonaten erfolgt zudem der Transport von Waren und Personen mittels Schiff über die Petschora nach Narjan-Mar.